# Панкреатин
Панкреати́н (МНН: Pancreatin) — пищеварительное ферментное средство, представляющее собой экстракт содержимого поджелудочной железы. Входящие в его состав панкреатические ферменты — амилаза, липаза и протеаза — участвуют в переваривании углеводов, жиров и белков. Применяют при заболеваниях желудочно-кишечного тракта и в случаях погрешности питания. Выпускается под разными торговыми наименованиями, а также входит в некоторые многокомпонентные ферментные препараты: «Пензитал Гастро», «Биофесталь», «Нормоэнзим», «Ферестал», «Фестал», «Энзистал», «Панкреофлат», «Биозим», «Вестал», «Гастенорм», «Креон», «Мезим», «Микразим», «Панзим», «Панкреатин-Белмед», «Панзинорм», «Панкреазим», «Панкрелипаза», «Панкренорм», «Панцитрат», «Пензитал», «Уни-Фестал», «Энзибене», «Эрмиталь», «Эвэнзим». Дозируется по количеству липазы в ЕД.

## Свойства
Ферментный препарат из поджелудочной железы свиней и крупного рогатого скота. Аморфный мелкий порошок сероватого или желтоватого цвета с характерным запахом. Малорастворим в воде.
В кислой среде желудка панкреатин быстро теряет активность, поэтому обычно выпускается в кишечнорастворимой оболочке. Активируется в кишечнике при pH=5,5. Средняя доза для взрослых — 150 тыс. ЕД/сут.

## Классификация
Препараты, содержащие панкреатические ферменты, можно классифицировать:
- По составу. Может применяться как чистый панкреатин, так и содержащий дополнительные вещества. Данный параметр определяет показания и противопоказания (дополнительные компоненты имеют свои противопоказания):
  - панкреатин и желчегонное средство;
  - панкреатин, компоненты жёлчи, гемицеллюлаза;
  - панкреатин и экстракт рисового грибка;
  - комбинированные ферменты.
- По устойчивости к соляной кислоте желудка. Определяет эффективность лекарства (в кислой среде желудка панкреатин теряет свою активность).
- По размеру частиц лекарства.
  - обычные таблетки;
  - микрогранулированные формы (выпускаются в виде желатиновых капсул, в которых размещены кислотоустойчивые микросферы или микротаблетки с диаметром меньше 2 мм).

Сравнение некоторых торговых марок
| Торговое название | Липаза, ЕД          | Диаметр     | Другие компоненты    |
| ----------------- | ------------------- | ----------- | -------------------- |
| Креон             | 10000, 25000, 40000 | менее 2 мм  |                      |
| Панзинорм         | 10000, 20000        | менее 2 мм  |                      |
| Микразим          | 10000, 25000        | менее 2 мм  |                      |
| Мезим-форте       | 3500, 10000, 20000  | больше 2 мм |                      |
| Пензитал          | 6000                | больше 2 мм |                      |
| Дигестал          | 6000                | больше 2 мм | жёлчь, гемицеллюлаза |
| Фестал            | 6000                | больше 2 мм | жёлчь, гемицеллюлаза |
| Эрмиталь          | 10000, 25000, 36000 | менее 2 мм  |                      |
| Энзистал          | 6000                | больше 2 мм | жёлчь, гемицеллюлаза |

## Показания
Недостаточность внешнесекреторной функции поджелудочной железы (хронический панкреатит, муковисцидоз). Хронические воспалительно-дистрофические заболевания желудка, кишечника, печени, жёлчного пузыря, состояния после резекции или облучения этих органов, сопровождающиеся нарушениями переваривания пищи, метеоризмом, диареей (в составе «Панкреатин 8000» № 50 комбинированной терапии). Для улучшения переваривания пищи у лиц с нормальной функцией ЖКТ в случае погрешностей в питании, а также при нарушениях жевательной функции. Подготовка к рентгенологическому и ультразвуковому исследованию органов брюшной полости.

## Способ применения и дозы
Доза подбирается индивидуально в зависимости от степени недостаточности функции поджелудочной железы.
Препарат применяют взрослым в дозе 1—4 таблетки (что соответствует 8000—32000 ЕД FIP по липазой) с каждым приемом пищи. Назначают таблетки внутрь во время или после еды, не разжевывая, запивая большим количеством жидкости, желательно не щелочной: вода, фруктовые соки. Суточная доза 6—18 таблеток (48000—150000 ЕД FIP). При полной недостаточности функции поджелудочной железы (например, кистозном фиброзе) доза должна быть увеличена до 49 таблеток (400000 ЕД FIP) в сутки, что соответствует суточной потребности взрослого человека в липазе. Курс лечения может продолжаться от нескольких дней (при нарушении процесса пищеварения вследствие погрешностей в диете) до нескольких месяцев и даже лет (при необходимости в постоянной заместительной терапии).

## Эффективность
Эффективность ферментных препаратов зависит от формы выпуска (таблетированная или капсулы с микросферами/микротаблетками), размера частиц (меньше 2 мм), устойчивости к кислой среде желудка, быстроты высвобождения ферментов в двенадцатиперстной кишке. Для коррекции внешнесекреторной недостаточности поджелудочной железы (согласно последним рекомендациям) рекомендованы капсулы, содержащие микросферы. Препараты с желчью нельзя применять пациентам с заболеваниями желчевыводящих путей и гепатитами.

## Побочное действие
При применении очень редко возможна реакция повышенной чувствительности. При длительном применении высоких доз препарата возможно возникновение гиперурикозурии. Могут появиться симптомы кишечной непроходимости, стриктуры тонкого кишечника.. Возможны аллергические реакции немедленного типа (при муковисцидозе, особенно у детей).

## Условия хранения
В сухом, защищенном от света месте, при температуре ниже 25 °C.

## Критика
Президент Общества специалистов доказательной медицины автор монографий о доказательной медицине и эпидемиологии доктор медицинских наук профессор Василий Власов отмечал:
Влияние ферментов на организм до сих пор полностью не изучено. Мезим-форте, равно как и панкреатин, является препаратом массового спроса, соответственно, подходит всем, а значит, не подходит никому. Если у человека есть заболевание — недостаточность конкретного фермента, — его нужно лечить конкретным ферментом. Не может быть так, чтоб всем без исключения не хватало одного-единственного фермента, который всем бы сразу помог.
Президент Объединения организаций работодателей медицинской и микробиологической промышленности Украины Валерий Печаев утверждает, что в мезим-форте отсутствует кишечнорастворимая оболочка, по причине чего ферменты, содержащиеся в нём, растворяются кислотой в желудке и не дают никакого терапевтического эффекта.